# Music Has the Right to Children
| Recensione     | Giudizio       |
| -------------- | -------------- |
| AllMusic       |                |
| Pitchfork      | 10.0/10.0      |
| Slant Magazine |                |
| Ondarock       | Pietra miliare |

Music Has the Right to Children viene considerato il primo vero album in studio del gruppo scozzese di musica elettronica Boards of Canada, nonché il primo ad essere pubblicato in tutto il mondo. È uscito nel 1998 attraverso la Warp Records.

## Il disco
L'album è stato pubblicato il 20 aprile 1998 in Europa e il 20 agosto seguente negli Stati Uniti. La produzione del disco è degli stessi componenti del gruppo, ossia dei fratelli Michael Sandison e Marcus Eoin. L'album è stato prodotto agli Hexagon Sun Studios di Pentland Hills.
L'album rappresenta a pieno titolo lo stile caratteristico dei BoC. Il suono è prevalentemente elettronico, creato con apparecchiature quali sintetizzatori analogici, digitali e mixer, accanto ad un massiccio uso dei campionatori per riportare in musica suoni naturali, artificiali e narrazioni di documentari. L'album è inoltre una quasi alternanza fra un pezzo "lungo" (fra i 4 e i 6 minuti) ed un intermezzo di 1 minuto o meno (come per Kaini Industries).
L'album rappresenta una raccolta di pezzi inediti e pezzi presenti in lavori precedenti del gruppo, quali Twoism e BoC Maxima.
Numerose sono state le cover e gli utilizzi in televisione: per esempio, Kaini Industries è stata reinterpretata da Bibio e Roygbiv da deadmau5, mentre Rue the Whirl è stata utilizzata in un episodio di Spaced e in uno spot della Mercedes-Benz del 2007.

## Recensioni
L'album è stato recensito positivamente da quasi tutti i critici e giornalisti che ne hanno parlato, entrando ben presto nelle classifiche dei migliori album del decennio. L'album è stato inserito nel libro 1001 album da non perdere di Robert Dimery, mentre la rivista Mojo, lo ha inserito fra i 100 classici della musica moderna. Ottime anche le recensioni da parte di siti come All Music, Slant Magazine e Pitchfork.

## Tracce
1. Wildlife Analysis – 1:17
2. An Eagle in Your Mind – 6:23
3. The Color of the Fire – 1:45
4. Telephasic Workshop – 6:35
5. Triangles & Rhombuses – 1:50
6. Sixtyten – 5:48
7. Turquoise Hexagon Sun – 5:07
8. Kaini Industries – 0:59
9. Bocuma – 1:35
10. Roygbiv – 2:31
11. Rue the Whirl – 6:39
12. Aquarius – 5:58
13. Olson – 1:31
14. Pete Standing Alone – 6:07
15. Smokes Quantity – 3:07
16. Open the Light – 4:25
17. One Very Important Thought – 1:14
18. Happy Cycling – 7:51 – Bonus track inclusa solo nella ristampa del 2004

Durata totale: 70:42